# 太白樓 (香港)
太白樓（英語：Tai Pak Lau）是香港已拆卸的主題公園，位於香港島的西環之堅尼地城，現在的太白臺之原址，於1915年8月2日（星期一）開始營業。當年從堅尼地城的內街向高處望去，樓主為香港著名商人李陞先生以祖先李白的外號命名，並根據山形蜿蜒，建成亭臺，設施有中國及西式餐廳、動物園、舞臺戲、音樂亭、唱畫臺、練靶場，鞦韆架、滑凳子、木馬園、有打燈謎、敲詩鐘、圍棋、即席揮毫書法等玩意，深得文人雅士喜歡。
在山市街步行上去，途經石級頗多。樓座有點心供應，遠望可以看到維多利亞港的美景，由於當年屬港島西隅的郊野，鄰近石塘嘴的妓院，因此遊客多數是來嫖妓的富豪。由於它的位置偏僻，所以常以不同方法吸引顧客，例如每年七夕舉行「乞巧會」，並搜羅各地有趣的手工藝製品，以門券的形式引人觀賞，或者每逢節慶燃放煙花。
1935年6月30日香港禁娼，石塘嘴及九龍油麻地的廟街之所有妓院都要關閉，石塘嘴一帶的商業活動大受影響，它亦難以維持，終於被地產公司收購，拆卸重建，改稱為太白臺。

## 香港報紙刊出的大事
- 1918年8月31日(星期六) 開始展出工匠扎成「孫悟空大鬧水晶宮」人物一套。
- 1918年9月28(星期六)至29日(星期日)：「陳泰記」燃放煙花。
- 1922年10月：日間「開花榜」活動，邀請香港本地、廣州市及澳門的妓女來作歌唱比賽，由當時的音樂家何柳堂先生為總評判。
- 1922年10月：「唱畫部」舉辦徵歌比賽，收集歌曲。
- 1924年8月20日(星期三) 晚上8時30分，在堅尼地城的「太白樓」之一建造棚廠裡，坭工賈橋先生被四名兇徒以削坭刀戳傷腹部，被送往「國家醫院」診治，兇徒在逃。